# Idrissa Doumbia
Idrissa Doumbia (Yamoussoukro, 14 aprile 1998) è un calciatore ivoriano, centrocampista dell'Al-Ahli Doha e della nazionale ivoriana, con la quale ha vinto la Coppa d'Africa nel 2024.

## Caratteristiche tecniche
È un mediano.

## Carriera

### Club
Cresciuto nelle giovanili del Bingerville, nel 2016 è stato acquistato dall'Anderlecht. Ha esordito il 30 luglio 2016 in un match vinto 2-1 contro il R.E. Mouscron.

## Statistiche

### Presenze e reti nei club
Statistiche aggiornate al 15 gennaio 2019.
| Stagione        | Squadra         | Campionato      | Campionato | Campionato | Coppe nazionali | Coppe nazionali | Coppe nazionali | Coppe continentali | Coppe continentali | Coppe continentali | Altre coppe | Altre coppe | Altre coppe | Totale | Totale | Totale |
| Stagione        | Squadra         | Comp            | Pres       | Reti       | Comp            | Pres            | Reti            | Comp               | Pres               | Reti               | Comp        | Pres        | Reti        | Pres   | Reti   |        |
| --------------- | --------------- | --------------- | ---------- | ---------- | --------------- | --------------- | --------------- | ------------------ | ------------------ | ------------------ | ----------- | ----------- | ----------- | ------ | ------ | ------ |
| 2016-2017       | Anderlecht      | PL              | 2          | 0          | CB              | 1               | 0               | UEL                | 2                  | 0                  |             | -           | -           | 5      | 0      |        |
| 2017-2018       | Zulte Waregem   | PL              | 25+2       | 1+0        | CB              | 1               | 0               | UEL                | 5                  | 0                  | SB          | 1           | 0           | 34     | 1      |        |
| 2018-gen.2019   | Achmat Groznyj  | PL              | 16         | 1          | CR              | 1               | 0               | -                  | -                  | -                  | -           | -           | -           | 17     | 1      |        |
| Totale carriera | Totale carriera | Totale carriera | 45         | 2          |                 | 3               | 0               |                    | 7                  | 0                  |             | 1           | 0           | 56     | 2      |        |

## Palmarès

### Club

#### Competizioni nazionali
- Campionato belga: 1

Anderlecht: 2016-2017
- Coppa di Lega portoghese: 1

Sporting Lisbona: 2018-2019
- Coppa del Portogallo: 1

Sporting Lisbona: 2018-2019
- Supercoppa di Portogallo: 1

Sporting Lisbona: 2021

### Nazionale
- Coppa d'Africa: 1

Costa d'Avorio 2023